# دلفی گلی
دلفی گلی (انگلیسی: Delfí Geli؛ زادهٔ ۲۲ آوریل ۱۹۶۹) بازیکن فوتبال اهل اسپانیا که در پست دفاع بازی می‌کرد و مدیر باشگاه فوتبال ژیرونا می‌باشد.
وی همچنین در تیم‌های ملی فوتبال اسپانیا و کاتالونیا بازی کرده‌است.